# 立花孝志襲撃事件
立花孝志襲撃事件（たちばなたかししゅうげきじけん）は、2025年3月14日、東京都千代田区霞が関（財務省前）にて、千葉県知事選挙の選挙活動を行っていたNHKから国民を守る党党首の立花孝志が30代男性にナタで頭部を切り付けられた事件である。

## 概要
立花孝志は、2025年2月7日、千葉県知事選挙への立候補を表明。同月27日に告示された。しかし、立花の同選挙における千葉県内での選挙活動は、船橋市（2月27日）と千葉市（3月8日）のみであった。立花は主に兵庫県で活動した。そして3月14日午後2時頃、午後5時頃に選挙運動として東京都千代田区霞が関（財務省前）で街頭演説を行うとYouTubeで報告した。同場所に予定通り立花が到着し、聴衆者と記念撮影をしようと列を作り撮影と握手会を始めたがその直後、30代男性にナタで襲われ出血。男は犯行直後に聴衆者によって取り押さえられ、その後殺人未遂の現行犯で警視庁に逮捕された。立花は救急車で国際医療福祉大学三田病院に搬送され、形成外科にて治療を受けた。頭や耳に全治1か月のけがを負っていた。男は犯行に及んだ理由や経緯について「演説の動向はXやYouTubeで知った」「兵庫県議の自殺の報道で殺意を抱くようになった」と供述した。4月4日、東京地方検察庁は男を殺人未遂と銃砲刀剣類所持等取締法違反の罪で起訴した。
同日、起訴を受け警視庁は、一般人が取り押さえた被疑者の身柄を警察が引き取るまで数分を要したと明かし、「警察官による確保は速やかにするべきだった」との見解を示した。事件当時、立花の周辺では丸の内警察署員4人が警戒に当たっていた。襲撃を受け、被疑者が周辺に残した閃光手榴弾への対応や立花の避難誘導、集まった聴衆の安全確保に当たっており、4人とは別の警察官が身柄を引き取るまで数分かかった。警視庁は突発事案に応じた訓練や適切な現場指揮などを各署に指示し、丸の内署幹部を指導した。

## 犯人
幼少期から政治家に対して漠然とした不満があり、新型コロナウイルスの状況下で東京オリンピック・パラリンピックを開催した頃から政治家に殺意を抱くようになった。

## 反応
- 内閣官房長官の林芳正は3月17日の定例会見 で「いかなる理由であれ、卑劣な暴力行為は断じて許されない。捜査当局で全容解明に向けて引き続き捜査を進める」と述べた[10]。
- 内閣総理大臣の石破茂は同月31日、あいさつ回りで立花のいる部屋を訪問した際「どうしました?」と声をかけ、立花が襲撃事件のことを伝えると「ああ～お大事に」と一言かけた。その後写真撮影をして部屋を去ったが事件のことは知らなかった様子だった[11][12]。
- 五大紙はそれぞれ、暴力は許されないとする旨の社説を出した[13][14][15][16][17]。